# 圜钱

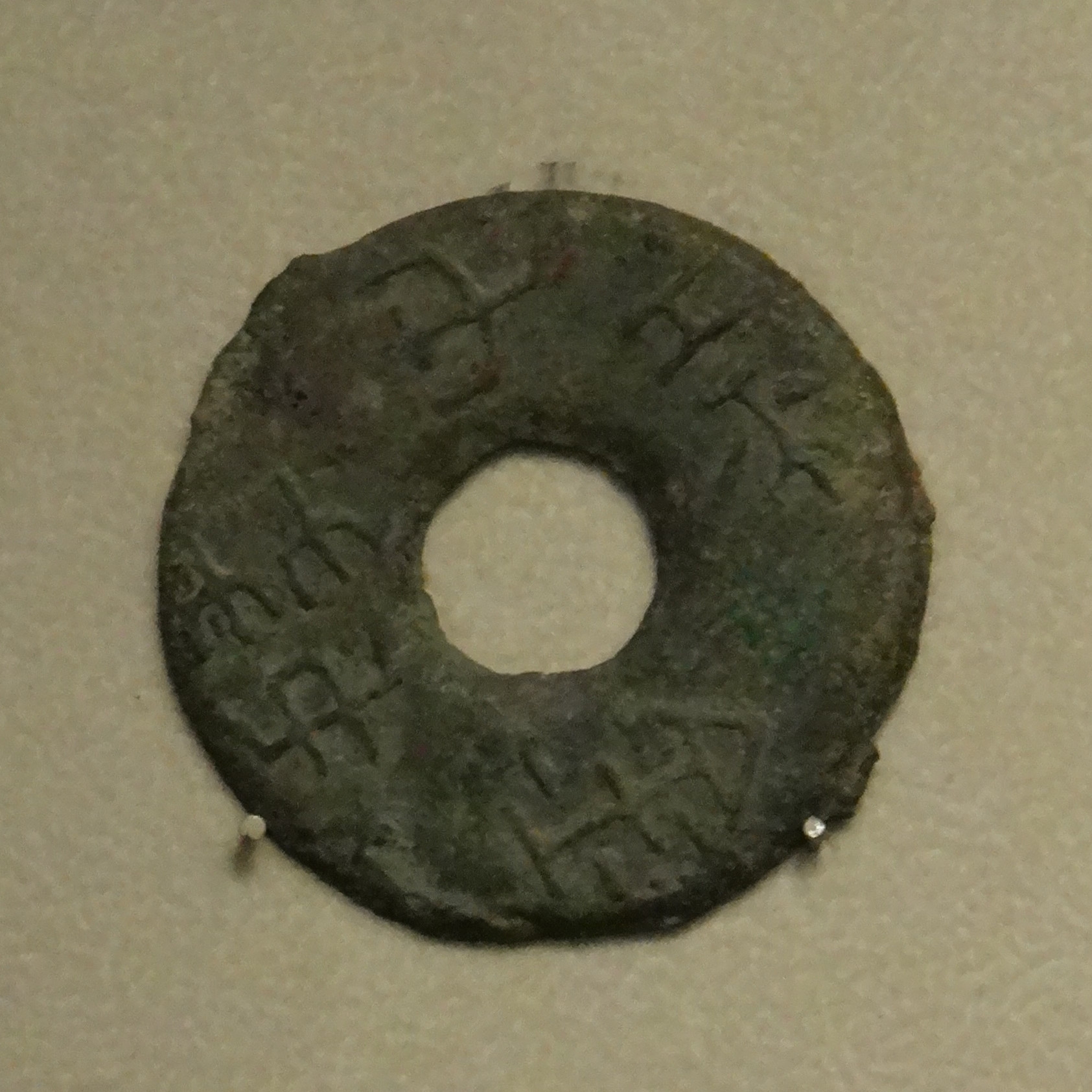
共屯赤金圜钱

圜钱也称圜金、环钱，是一种中国古代铜币。主要流通于战国时的秦国和魏国。圆形，中央有一个圆孔。钱上铸有文字。
圜钱体圆、有孔，既不容易折断，又便于穿索，因此具有易于携带和清点的优点，使用起来也比较方便，圜钱的形状遂为中国以后的金属铸币所借鉴。由圜钱发展而来的方孔钱更成为之后几千年间东亚地区货币的主流。

## 背景

### 起源假设

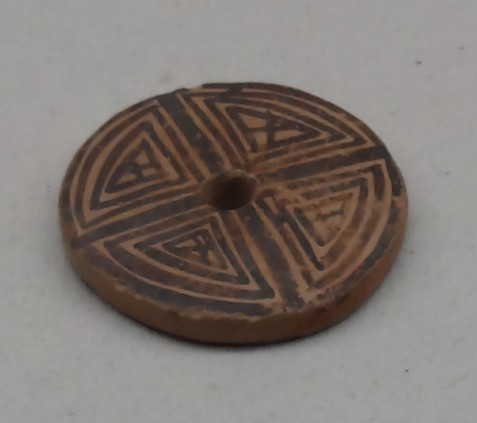
陶纺轮

一种假设认为圜钱形制的演变来源于新石器时代的纺轮和玉璧，主要有两种说法：
- 在仰韶文化遗址曾发现许多石制和陶制的纺轮，中间穿孔，与早期圜钱相像，可能纺轮先成为一种自然物货币，继而出现了照纺轮形状铸造的圜钱。
- 也有人认为，圜钱是照另一种自然物货币玉璧、玉环的形状制造的。[2]

不过“纺轮”，“玉璧”和“玉环”如何演变至战国时期的圜钱仍存在疑点，这当中的过程没有实物出土。

### 历史
圜钱最初在魏国出现，目前以魏武侯（前395年—前370年在位）所铸造的共、垣字圜形圆孔铜币为最早。圜钱具有很好的使用功能，它的造型简洁，形状统一，绳索一串又便于数数和携带，手感宜人，因此在战国七国之中除了韩国和楚国，在赵、秦、齐、燕各国都普遍铸引了圜钱，西周、东周周王畿在灭亡前夕也铸过圜钱。早期的圜钱钱文均为地名，如垣（今山西垣曲东南）、共（今河南辉县）为魏邑，直到商鞅变法后秦国于前336年开始铸币和「一两」的问世钱面才不铸地名，而以重量作为面文，秦国货币以两、甾为单位。圆形方孔钱在秦国引入魏国的圜钱不久后形成，即秦「半两」，1980年四川青川县郝家坪的前306年M50战国墓出土的7枚半两钱，是目前已知最早的半两标本。近年，在甘肃陇南文县铁炉沟还出土了罕见铁质半两。这种方孔钱在秦国的东征下，也为齐、燕末年采用并铸成货币替代刀币使用。秦统一天下后，实行货币一致性，以半两作为当时的国家铜币，废除之前各种各样的铜币形状。

### 实物
圜钱最初在魏国出现，目前以魏武侯（前395年—前370年在位）所铸造的共、垣字圜形圆孔铜币为最早。 由于圜钱良好的使用功能，先秦各国货币大多最终发展成为圜钱，在战国七国之中除了韩国和楚国，在赵、秦、齐、燕各国都普遍铸引了圜钱，西周、东周周王畿在灭亡前夕也铸过圜钱。
早期的圜钱钱文均为地名，如垣（今山西垣曲东南）、共（今河南辉县）为魏邑，直到商鞅变法后秦国于前336年开始铸币和「一两」的问世钱面才不铸地名，而以重量作为面文，秦国货币以两、甾为单位。

## 出土文物
| 穿    | 单位                          | 国       | 铸行时间         | 钱文         | 说明 | 图例 |
| ----- | ----------------------------- | -------- | ---------------- | ------------ | --- | ---- |
| 圆 孔 | 釿 （12克）                   | 魏       | 前395年 —前240年 | 共           | 共即共邑，今河南辉县，前240年为秦所占据， 屯为重大精美之义，赤金指铜                                                |      |
| 圆 孔 | 釿 （12克）                   | 魏       | 前395年 —前240年 | 共屯赤金     | 共即共邑，今河南辉县，前240年为秦所占据， 屯为重大精美之义，赤金指铜                                                |      |
| 圆 孔 | 釿 （12克）                   | 魏       | 前395年 —前240年 | 垣           | 垣邑，今山西垣曲东南，前289年为秦所占据                                                                             |      |
| 圆 孔 | 釿 （12克）                   | 魏       | 前361年 —前328年 | 桼垣一釿     | 桼垣或作桼寰，今陕西富县附近， 前328年为秦所占据，一釿为单位。                                                      |      |
| 圆 孔 | 釿 （12克）                   | 魏       | 不详             | 半釿         | 半釿为半个一釿圜钱之义                                                                                              |      |
| 圆 孔 | 釿 （12克）                   | 魏       | 不详             | 襄阴         | 襄阴，今山西芮城北                                                                                                  |      |
| 圆 孔 | 釿 （12克）                   | 赵       | 前361年 —前313年 | 离石         | 离石和蔺，均今山西离石附近， 前328年—前313年为秦所占据                                                              |      |
| 圆 孔 | 釿 （12克）                   | 赵       | 前361年 —前313年 | 蔺           | 离石和蔺，均今山西离石附近， 前328年—前313年为秦所占据                                                              |      |
| 圆 孔 | 釿 （12克）                   | 赵       | 不详             | 广平         | 广平，今河北曲周北                                                                                                  |      |
| 圆 孔 | 釿 （12克）                   | 东 西 周 | 不详             | 安臧         | 安臧为吉语，为安定库藏之义                                                                                          |      |
| 圆 孔 | 釿 （12克）                   | 东 西 周 | 前250年 左右     | 西周         | 西周、东周为前367年从周王畿分裂 出来的小公国，分别位于今河南洛阳西工王城公园 和河南巩义西，前256年和前249年为秦所灭 |      |
| 圆 孔 | 釿 （12克）                   | 东 西 周 | 前250年 左右     | 东周         | 西周、东周为前367年从周王畿分裂 出来的小公国，分别位于今河南洛阳西工王城公园 和河南巩义西，前256年和前249年为秦所灭 |      |
| 圆 孔 | 两 （15.625克） 甾 （3.91克） | 秦       | 前336年 —前306年 | 珠重一两十二 | 一两为单位名，为24铢                                                                                                |      |
| 圆 孔 | 两 （15.625克） 甾 （3.91克） | 秦       | 前336年 —前306年 | 珠重一两十四 | 一两为单位名，为24铢                                                                                                |      |
| 方 孔 | 两 （15.625克） 甾 （3.91克） | 秦       | 前306年 —前118年 | 半两         | 半两或作半瞏，指半两之义                                                                                            |      |
| 方 孔 | 两 （15.625克） 甾 （3.91克） | 秦       | 前306年 —前118年 | 半瞏         | 半两或作半瞏，指半两之义                                                                                            |      |
| 方 孔 | 两 （15.625克） 甾 （3.91克） | 秦       | 前293年 —前271年 | 两甾         | 襄为秦相魏冉封邑，今河南邓州东南， 两甾或二甾乃12铢，即半两                                                         |      |
| 方 孔 | 两 （15.625克） 甾 （3.91克） | 秦       | 前293年 —前271年 | 襄二甾       | 襄为秦相魏冉封邑，今河南邓州东南， 两甾或二甾乃12铢，即半两                                                         |      |
| 方 孔 | 两 （15.625克） 甾 （3.91克） | 秦       | 前251年 —前235年 | 文信         | 文信，秦相吕不韦封号                                                                                                |      |
| 方 孔 | 两 （15.625克） 甾 （3.91克） | 秦       | 前251年 —前235年 | 长安         | 长安，秦始皇弟长安君封号                                                                                            |      |
| 方 孔 | 化                            | 齐       | 前279年 —前254年 | 賹六化       | 賹为单位， 化通作货本是齐、燕刀币的通称                                                                             |      |
| 方 孔 | 化                            | 齐       | 前279年 —前254年 | 賹四化       | 賹为单位， 化通作货本是齐、燕刀币的通称                                                                             |      |
| 方 孔 | 化                            | 齐       | 前279年 —前254年 | 賹化         | 賹为单位， 化通作货本是齐、燕刀币的通称                                                                             |      |
| 方 孔 | 化                            | 燕       | 前226年 —前221年 | 明四         | 明为燕国刀币的名称                                                                                                  |      |
| 方 孔 | 化                            | 燕       | 前226年 —前221年 | 明化         | 明为燕国刀币的名称                                                                                                  |      |
| 方 孔 | 化                            | 燕       | 前226年 —前221年 | 一化         | 明为燕国刀币的名称                                                                                                  |      |